# دونالد كول
دونالد باول كول (21 مارس 1941 في بريان، تكساس) هو عالم علم الإنسان، أشار في الجامعة الأمريكية في القاهرة. وانضم إلى الجامعة في عام 1971. وهو عضو في جمعية الأنثروبولوجيا الأميركية. وقد درس العالم كول الثقافات البدوية العربية، مثل قبيلة آل مرة، في كتابه البنية الاقتصادية والاجتماعية لقبيلة آل مرة: القبيلة العربية البدوية السعودية، أخذ درجة الدكتوراه في جامعة كاليفورنيا (بركلي)، ويتواجد حاليا في القاهرة.

## المراكز الأكاديمية
الجامعة الأمريكية في القاهرة،1971ـ1973 أستاذ مساعد، 1974-1975 أستاذ مشارك، 1975ـ1986 أستاذ، 1986-2007 أستاذ متفرغ، 2007 فصاعدا جامعة كاليفورنيا (بركلي),
يتصرف أستاذ مساعد، ربيع الربع 1971 زائر أستاذ مساعد، 1973-1974
جامعة شيكاغو
زيارة أستاذ مشارك، الشتاء والربيع الأحياء 1976
جامعة تكساس في أوستن
زيارة أستاذ مشارك، فصل الربيع 1983، بالإضافة إلى الدورات الصيفية عدة باحث زائر، مركز دراسات الشرق الأوسط، فصل الربيع 1987
جامعة جورجتاون
باحث زائر في مركز الدراسات العربية المعاصرة، فصل الربيع 1995.

## الكتب
- الطريق إلى الإسلام: من تكساس إلى المملكة العربية السعودية ومصر / القاهرة: المدينة المنورة، 2010.

البدو، المستوطنين، وعطلة صانعي: مصر تغيير الشمالي الغربي الزهر / ثريا التركي.
- المستثمرون والعاملون في الصحراء الغربية (مصر) : استكشافية المسح / نعيم الشربينى ونادية المكاري جرجس. القاهرة: أوراق القاهرة في العلوم الاجتماعية، المجلد 15، كتاب 3. 1992.
- البدو في المملكة العربية السعودية: تقييم احتياجاتهم / دونالد باول كول وسعد الدين إبراهيم.البدو: من قبيلة آل مرة في الربع الخالي the Al Murrah Bedouin of the Empty Quarter / دونالد باول كول. 1975.

## أعمال أخرى نشرت
- 1971: البدو في العالم، 52-71 «قبيلة آل مرة البدو و» الآحاد الصرفة «الرمال فارغة روف الجزيرة العربية». واشنطن: جمعية ناشيونال جيوغرافيك.
- 1973 «. البدويه في حقول النفط» التاريخ الطبيعي. 1973 «و البدو في المجتمع العربي السعودي: حاله من قبيلة آل مرة». وفي الصحراء وزرعت: البدو في أوسع المجتمع، أد. سينثيا نيلسون، 113-128. بيركلي: جامعة كاليفورنيا، معهد الدراسات الدولية، سلسلة بحوث، العدد 21.
- 1980 " البدو الرعاة في اقتصاد سريع التغير: حالة المملكة العربية السعودية وفي التنمية الاجتماعية والاقتصادية في الخليج العربي، أد. تيموثي نيبلوك، 106-121. لندن: كروم هيلم.
- 1982 «الهياكل القبلية وغير القبلية بين البدو من المملكة العربية السعودية.»
- 1984 «التحالف والنسب في الشرق الأوسط و» مشكلة «الزواج من ابن العم». وفي الإسلام في المجتمعات القبلية: من الأطلس إلى السند (إقليم)، محرران.
- 1984 «مصر الحديثة». ديسكفري 8 (3): 8-12. (أ.روبرت المؤلف المشارك).
- 1985: «إن البدو في عالم متغير.» القاهرة اليوم 6 (9): 23-31.
- 1990 «مجتمع مراقب.» جريدة المستقبل العربيه 11: 41-53. (ثريا التركي، المؤلف المشارك).
- 1992 «وكانت المملكة العربية القبلية؟ إعادة تفسير ما قبل النفط والمجتمع» مجلة جنوب آسيا ودراسات الشرق الأوسط.
- 1994 «مؤسسات القطاع الخاص في تنمية الصحراء في مصر». واستصلاح الأراضي والتنمية في مصر، أد. محمد عاطف كشك، 401-414.

جامعة اوكسفورد.
- 1996 «حيازة الأراضي والبدو، والتنمية في الساحل الشمالي الغربي». وفي التنمية المستدامة في مصر: التحديات الحالية والناشئة، 108-110. القاهرة: الجامعة الأمريكية في القاهرة، مكتب الدراسات العليا والبحوث.
- 1997 " التغيير في المملكة العربية السعودية: من رؤية " باريس نجد ". وفي المجمع العربي: الفئة، الجنس، والسلطة، والتنمية، محرران. نيكولاس S. هوبكنز وسعد الدين إبراهيم، 29-52. القاهرة: الجامعة الأمريكية في القاهرة برس. (ثريا التركي، المؤلف المشارك).
- 1997 " عنيزه، "باريس نجد دو"، العالم العربي: المغرب العربي-. (ثريا التركي، المؤلف المشارك).
- 1998 «دليل MT09 ملف البدو الليبي». HRAF جمع الاثنوغرافيا، القسط 47 (CD-ROM). نيو هافن: العلاقات الإنسانية ملفات المنطقة.
- 1998 «الزراعية والرعي والتنمية في الساحل الشمالي الغربي لمصر». وفي اتجاهات التغيير في ريف مصر، محرران. نيكولاس S. هوبكنز وكيرستن فيسترجارد، 318-333. القاهره: الجامعة الأمريكية في القاهرة. (ثريا التركي، المؤلف المشارك).
- 1998 «شمال غرب ساحل: A جزء من ريف مصر؟» وفي اتجاهات التغيير في ريف مصر، محرران. نيكولاس S. هوبكنز وكيرستن فيسترجارد، 130-143. القاهرة: الجامعة الأمريكية في القاهرة برس. (ثريا التركي، المؤلف المشارك).
- 1998 «عشرون عاما من تنمية الصحراء في مصر.» أوراق القاهرة في العلوم الاجتماعية 21 (4): 44-54. (ثريا التركي، المؤلف المشارك).

2000 " الإنتاج والتجارة في شمال وسط الجزيرة العربية: التغيير والتطوير في" عنيزه " في التحول من مجتمع بدوي في الشرق العربي، محرران. مارثا موندي وباسم مسلم، 145-159. كامبريدج: مطبعة جامعة كامبريدج.
- 2001 " المملكة العربية السعودية. وفي البلدان وثقافاتها، محرران. ملفين الجمرة وكارول، الجمرة، 1927-1939. نيويورك.
- 2002 «الرياض». موسوعة الثقافات الحضرية، محرران. ملفين الجمرة وكارول R. الجمرة. د.انبري.
- 2003 الأنثروبولوجية الفصلية 76 (2) "حيث البدو ذهب؟.
- 2005 «القبائل: قبيلة آل مرة في أيام الملك عبد العزيز».
- 2006 «منازل جديدة، نيو المهن، نيو الرعي: قبيلة آل مرة البدويه، 1968-2003». في المجتمعات البدوية في منطقة الشرق الأوسط وشمال أفريقيا: دخول قرن 21 . أد. فجر شطي، 370-392. لايدن وبوسطن: بريل.
- 2006 «الأرض والهوية بين أولاد علي البدوي: الساحل الشمالي الغربي لمصر.» في المجتمعات البدوية في منطقة الشرق الأوسط وشمال أفريقيا: دخول القرن 21 ، أد. فجر شطي. لايدن وبوسطن: بريل. (ثريا التركي، المؤلف المشارك).

## مقابلات الأكاديمية نشرت
- 2000 مارك ألين بيترسون." The Long Walk ": لطالما أستطيع أن أتذكر الأنثروبولوجيا تم إعادة اختراع نفسها «: مقابلة مع دونالد باول كول» الشعوب البدوية.
- 2002 حسين فهيم. «حديث انثروبولوجيا مع دكتور دونالد كول» [مناقشة الأنثروبولوجية مع الدكتور دونالد كول]. مجلة العلوم الاجتماعية. الكويت: جامعة الكويت، خريف 2002.

## في السعودية
قدم دونالد باول كول إلى السعودية بين عامي 1968 و1970م قادماً من جامعة كاليفورنيا بيركلي لإعداد بحثه الخاص برسالة الدكتوراه في علم الإنسان، وقضى 18 شهراً مع قبيلة آل مرة في المناطق الصحراوية الشرقية والجنوبية الشرقية من السعودية، وأنهى دونالد  كول عمله الميداني مع آل مرة وعاد إلى بلاده وكتب بحثه للدكتوراه، ونُشر الكتاب عام 1395هـ/ 1975 باللغة الإنجليزية، ثم ترجم  إلى العربية عام 2004م وصدر عن المؤسسة العربية للدراسات والنشر تحت عنوان "بدو البدو: حياة آل مرة في الربع الخالي".